# Distretto di Donghe
Il distretto di Donghe (东河区S, Dōnghé QūP) è un distretto della Cina, appartenente alla regione autonoma della Mongolia Interna e amministrato dalla prefettura di Baotou.